# Telekonference

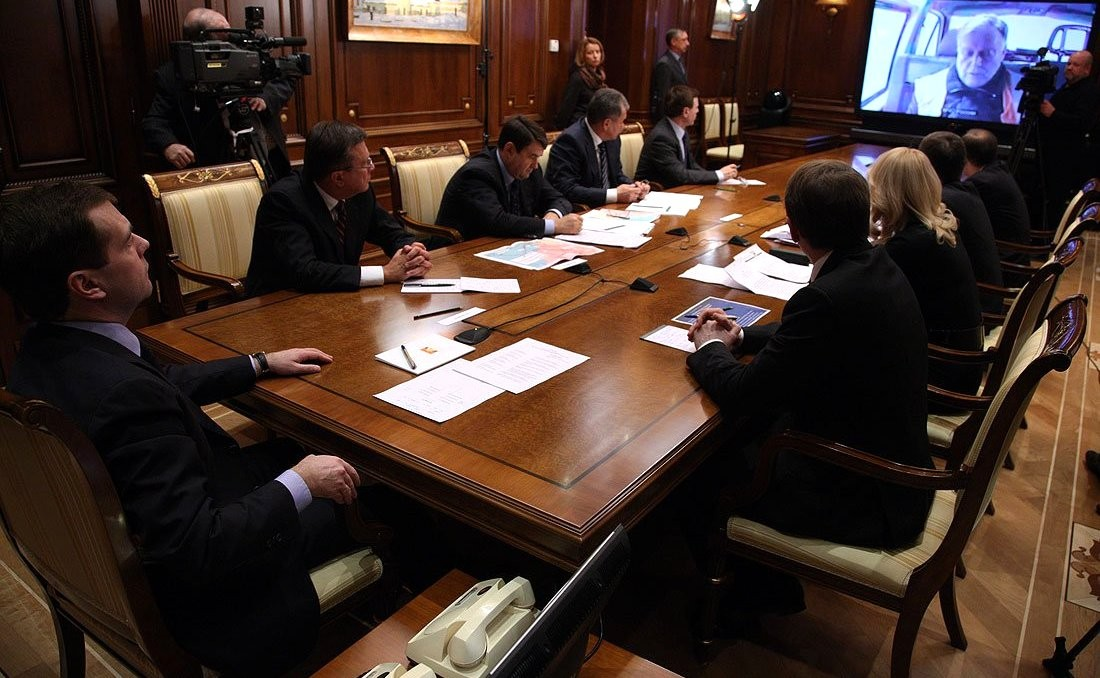
Telekonference s využitím video spojení. V minulosti byly kvůli vysokým nákladům telekonference často omezeny na audio spojení (s použitím telefonu nebo počítače).

Telekonference nebo teleseminář je živá komunikace umožňující výměnu informací mezi několika osobami případně stroji nacházejícími se na různých místech propojených telekomunikačním systémem. Pro různé formy telekonferencingu se používají názvy jako telefonní konference nebo videokonference.
Telekomunikační systém může podporovat různá média a prostředky jako přenos audia, videa, instant messaging, zobrazování nebo sdílení pracovní plochy, sdílení souborů a další datové služby přenášené jedním nebo více prostředky, jako je telefon, počítač, v minulosti též telegraf, dálnopis, rozhlas a televize. Zatímco v minulosti se pro telekonference používaly převážně prostředky poskytované telekomunikačními společnostmi, po roce 2000 se rozšiřuje využívání internetu pro přenos telekonferencí poskytující internetové konferenční hovory, videohovory, webové konference a použití nástrojů rozšířené reality. Klíčovou technologií v této oblasti je Voice over Internet Protocol (VOIP).
Funkční ukázku konference s využitím rozšířené reality předvedla v roce 2009 firma AR+RFID Lab na Salone di Mobile v Milaně.

## Software
- ACT Conferencing
- Adobe Acrobat Connect
- AT&T
- Compunetix
- Elluminate
- Glance
- Google Hangouts
- GoToMeeting
- InterCall
- iFON.pl
- LifeSize
- Livestorm Meet
- LoopUp
- Microsoft Office Live Meeting
- Polycom
- Premiere Global Services
- Skype
- TrueConf
- Voxeet
- Verizon
- WebEx